# Дюговська Галина Володимирівна
Галина Володимирівна Дюговська (нар.28 жовтня 1962 в Києві) — українська художниця декоративного мистецтва. Член Спілки дизайнерів України (2003), Національної спілки художників України (2008).

## Життєпис
В 1992 закінчила Київський інститут культури. Учениця Людмили Семикіної.
Працювала у Києві художником товарів народного споживання художньо-промислового об'єднання «Індустрія-сервіс» (1990–1992), потім художником ювелірних виробів підприємства «Наталка» (1992–1995). Від 2007 — на творчій роботі. 
Керівник гуртка декоративного мистецтва «Український сувенір» Дитячо-юнацького центру «Дивосвіт» у Дарницькому районі Києва (від 2007).
Одружена з Володимиром Балибердіним.
Від 1987 бере участь у всеукраїнських і закордонних мистецьких виставках. Персональні виставки проходили у Севастополі (2005), Києві (2008, 2022).
Створює об'ємно-просторові композиції та панно, використовуючи метал, дерево, лозу, бурштин, інші матеріали. Окремі роботи зберігаються у Севастопольському художньому музеї, Національному музеї декоративного мистецтва України, Музеї бурштину в Софії.
Є кураторкою і організаторкою мистецьких проєктів, входить до оргкомітету Всеукраїнського проєкту «Сучасне мистецтво вогню України» (кераміка, скло, метал), організаторка артпроєкту «Міні-сад, як артоб'єкт».

## Основні твори
- Об'ємно-просторові композиції: «Нитяна Мадонна» (2001), «Місячний сон» (2004), «Сонячний маятник» (2005), «Крила», «Еволюція» (Польща; обидва — 2006), «Зустріч» (2007, Київ), «Слов'янська Берегиня», «Біла квітка», «Сонячний ранок», «Вікліновий Янгол» (м. Руднік, Польща; усі — 2008);
- Панно: «Свято», «Великоднє», «Польова царівна» (усі — 2004), «Житня Берегиня» (2005), «Відлуння» (2007), «Золотий оберіг», «Ранкова пісня» (обидва — 2008).

## Відзнаки
- Диплом 1-го всеукраїнського триєнале художнього текстилю (Київ, 2004)
- Премія імені Катерини Білокур[2]
- Медаль «За творчі здобутки» Національної спілки художників України[2]